# Akihito (nem)
Az Akihito a csontos halak (Osteichthyes) főosztályának a sugarasúszójú halak (Actinopterygii) osztályába, ezen belül a sügéralakúak (Perciformes) rendjébe, a gébfélék (Gobiidae) családjába és a Sicydiinae alcsaládjába tartozó nem.

## Nevük
Ezt a halnemet Akihito japán császárról nevezték el, mivel ez a japán császár több könyvet, illetve tanulmányt írt a gébekről.

## Előfordulásuk
Mindkét faj a Csendes-óceán egy-egy szigetén lelhető fel. A származásukat a fajnevük árulja el; az A. futuna a Futuna szigeten, míg az A. vanuatu a Vanuatu szigeten található meg.

## Megjelenésük
A halak hossza 2,9-6 centiméter között van; a méret a fajtól és a nemtől is függ; a nőstények kisebbek a hímeknél. A hátúszójukon 7 tüske és 9-10 sugár, míg a farok alatti úszójukon 1 tüske és 9-10 sugár ül. A szájukban kis háromszög alakú fogak, illetve szemfogszerű fogak ülnek.

## Életmódjuk
Trópusi halak, amelyek a hegyi, tiszta vizű patakokat kedvelik; 147-300 méteres tengerszint feletti magasságban is fellelhetők. Nagy esőzésekkor a A. vanuatu a tengerbe is leúszik. Vízi rovarokkal és rákokal, főleg az Atyidae családbeliekkel táplálkoznak.

## Rendszerezés
A nembe az alábbi 2 faj tartozik:
- Akihito futuna Keith, Marquet & Watson, 2008
- Akihito vanuatu Watson, Keith & Marquet, 2007 - típusfaj